# Ten Airways
Ten Airways – nieistniejąca rumuńska czarterowa linia lotnicza z siedzibą w Bukareszcie, która rozpoczęła działalność w 2009 roku jako następca JeTran Air. 
Eksploatowali oni dwa samoloty MD-82 i trzy MD-83. Linia lotnicza jest od 2015 roku własnością Ovidiu Tender, gdyż właśnie w tym roku linia zaprzestała wszelkich operacji.

## Flota
Od kwietnia 2016 r. flota Ten Airways składa się z następujących samolotów:
- McDonnell Douglas MD-82 – 2 sztuki
- McDonnell Douglas MD-83 – 3 sztuki